# 标签 (元数据)
在資訊系统中，標籤（tag）是指定於一段資訊（如網路書籤、多媒體、資料庫紀錄或電腦檔案）的關鍵字或詞彙。這種形式的後設資料，有助于描述對象，并讓人更容易經由瀏覽或搜尋再次找到。 標籤通常由資訊的創造者或點閱者任意地或主觀地挑選出來，隨系統而定，標籤也可能是用控制字彙創造。
標籤因為web 2.0而大受歡迎，也成為很多web 2.0服務的特色，由眾多使用者給定標籤，所形成的這種分類方式又稱為分眾分類法。